# David Pingree (motociclista)
David Pingree (Great Falls, 11 marzo 1975) è un pilota motociclistico statunitense ex-crossista, partecipante al campionato AMA Supermoto.
È un importante collaboratore della rivista specializzata Racer-X.
Nel 2007 e 2008 ha corso nel Team Honda Troy Lee Designs.
Dal 2009 si ritira dalle corse e segue i piloti del team nel campionato AMA Supercross Lites.

## Palmarès
- 1994: 5º posto Campionato AMA Supercross West Coast classe 125
- 1995: 12º posto Campionato AMA Motocross classe 125
- 1995: 3º posto Campionato AMA Supercross West Coast classe 125
- 1998: 5º posto Campionato AMA Supercross West Coast classe 125
- 1999: 13º posto Campionato AMA Motocross classe 125
- 1999: 4º posto Campionato AMA Supercross West Coast classe 125
- 2000: 2º posto Campionato AMA Supercross West Coast classe 125
- 2001: 18º posto Campionato AMA Motocross classe 125
- 2001: 8º posto Campionato AMA Supercross West Coast classe 125
- 2002: 22º posto Campionato AMA Motocross classe 125
- 2003: 13º posto Campionato AMA Supercross West Coast classe 125
- 2005: 20º posto Campionato AMA Supermoto (su Yamaha)
- 2006: 9º posto Campionato AMA Supermoto Lites (su KTM)
- 2006: 10º posto Extreme Supermotard di Bologna (su KTM)
- 2007: 2º posto Campionato AMA Supermoto Lites (su Honda)
- 2007: Medaglia di bronzo X-Games Supermoto di Los Angeles (su Honda)
- 2008: 10º posto Navy Moto-X World Championship (su Honda)
- 2008: 7º posto Campionato AMA Supermoto (su Honda)
- 2009: 13º posto Campionato AMA Supermoto (2 gare su 5) (su Honda)
- 2009: 32º posto Superbikers di Mettet (su Honda)
- 2009: 10º posto X-Games Supermoto di Los Angeles (su Honda)